# Филмски фестивал Санденс
Филмски фестивал Санденс (енгл. Sundance Film Festival) амерички је филмски фестивал који се одржава сваке године крајем јануара у градовима Парк Сити, Солт Лејк Сити, Огден и одмаралишту Санденс које се налази у близини града Прово. Организује га непрофитна организација Институт Санденс и сваке године га посети преко 40.000 људи.
Фестивал је добио назив по лику из филма Буч Касиди и Санденс Кид са Робертом Редфордом, који је један од оснивача и тренутни председник Санденса. На фестивалу сваке године буде приказано око 200 дугометражних и кратких филмова, који се такмиче за награде у разним категоријама.
Санденс је један од најзначајнијих америчких фестивала независног филма и пружа прилику перспективним филмским ствараоцима који се баве документарним, иностраним и независним филмом да промовишу своје пројекте и привуку пажњу шире јавности. Неки од најцењенијих савремених редитеља, међу којима су Квентин Тарантино, Пол Томас Андерсон и Дарен Аронофски, доживели су свој велики пробој на филмску сцену управо на Санденсу.